# Чернобаєв Микола Якович
Чернобаєв Микола Якович (1797, Чернігів — 24 лютого (7 березня) 1868, Київ) — лікар родом з Чернігівщини. Закінчив Медико-хірургічну академію у Москві (1820). З 1820 перебував на військовій службі. У 1825 захистив дисертацію. Брав участь у боротьбі з епідемією чуми у війську (1828—1829) та з холерою у Києві (1830). З 1847 по 1853 роки — головний лікар Київського військового шпиталю, у 1853—1861 роках — ординатор цього ж шпиталю. Під час Кримської війни (1853—1856) очолював медичну службу Південної армії. 
Під керівництвом Чернобаєва у воєнних умовах вперше було застосовано гіпсову пов'язку, запропоновану М. І. Пироговим. Праці присвячені вивченню геморою, чуми, тифів тощо. Описав медико-санітарний стан міста Бреста.